# Туристичка организација Вишеград
Туристичка организација Вишеград је јавна установа чији је оснивач општина Вишеград и која обавља послове на промоцији и унапређивању туризма од интереса за општину.
Стоји под надзором општинског Одјељења за локални развој, привреду и друштвене дјелатности.

## Организација
Туристичка организација Вишеград је основана одлуком Скупштине општине Вишеград од 2005. године ради вршења послова развоја, очувања и заштите туристичких вриједности на територији општине Вишеград.
Туристичка организација Вишеград има својство правног лица и уписује се у судски регистар. Органи управљања су директор и Управни одбор, а именују се на период од четири године са могућношћу реизбора. Директор представља и заступа Туристичку организацију, извршава одлуке Управног одбора, организује и руководи радом Туристичке организације и обезбјеђује законитост рада Туристичке организације. Основни акт општинске туристичке организације је статут.

## Директори
Директори Туристичке организације Вишеград:
- Оливера Тодоровић (од 2006)